# Winnie Shaw
Winifred „Winnie“ Mason Shaw (* 18. Januar 1947 in Glasgow; † 30. März 1992 in Woking) war eine schottische Tennisspielerin. Im Jahr 2002 wurde sie postum in die neu eingerichtete Scottish Sports Hall of Fame aufgenommen.

## Karriere
Anfang der 1960er Jahre begann Winnie Shaw, erfolgreich im Jugendbereich Tennis zu spielen, und konnte einige Jugendmeisterschaften gewinnen. Sie gewann in den Jahren 1965, 1966 und 1970 dreimal die schottischen Rasen-Meisterschaften im Einzel. Zudem erreichte sie dreimal das Finale der schottischen Hartplatz-Meisterschaften und zweimal das Finale der britischen Hartplatz-Meisterschaften.
Zwischen 1965 und 1978 spielte sie im Einzel 14 Turniere der Wimbledon Championships in Folge. Ihre besten Ergebnisse hatte sie 1970 und 1971 mit dem Erreichen des Viertelfinales, wobei sie zuerst gegen Rosie Casals und ein Jahr später gegen Margaret Smith verlor. Ihre besten Einzelergebnisse bei Grand-Slam-Turnieren hatte sie bei den Australian Open. Sie trat zwar nur zweimal in diesem Wettbewerb an, konnte sich aber beide Male bis ins Halbfinale spielen, unterlag dort aber 1970 Kerry Melville und 1971 Evonne Goolagong.
Im Doppel verlor Shaw mit ihrer Doppelpartnerin Joyce Barclay viermal im Viertelfinale von Wimbledon, im Jahr 1972 spielten sie ihr einziges Halbfinale, das sie gegen Betty Stöve und Billie Jean King verloren. Bei den US Open erreichte sie mit zwei verschiedenen Partnerinnen, Virginia Wade und Joyce Barclay, das Halbfinale. Bei ihren zwei einzigen Teilnahmen bei den Australian Open erreichte sie wie im Einzel auch im Doppel das Halbfinale, 1970 mit Kerry Harris und 1971 mit Patricia Coleman. Ihren größten Erfolg hatte Shaw 1972 an der Seite ihrer Landsfrau Nell Truman, als sie bei den French Open ihr einziges Grand-Slam-Finale im Doppel erreichte. Im Finale mussten sie sich der Paarung Billie Jean King und Betty Stöve geschlagen geben. 1971 gewann sie zudem mit Kathleen Harter das Doppelturnier im neuseeländischen Christchurch.
Im Mixed spielte sie sich 1967 bei den US Open mit Jaroslav Drobný bis ins Viertelfinale, in dem sie gegen Karen Krantzcke und Ray Ruffels verloren. Bei den French Open 1971 erreichte sie mit ihrem Doppelpartner Toomas Leius das Finale, welches sie gegen die Franzosen Françoise Dürr und Jean-Claude Barclay verloren.
Zwischen 1966 und 1972 trat Shaw für Großbritannien beim Wightman Cup an. Außerdem wurde sie in 19 Begegnungen für die britische Fed-Cup-Mannschaft aufgestellt. Sie gewann 15 von 24 Matches. Im Federation Cup erreichte sie mit ihrem Team 1971 und 1972 das Finale der Weltgruppe, welches sie jedoch beide Male verloren.

## Golfsport
Nach ihrer Hochzeit im Jahr 1972 wurde sie auch zu einer guten Golferin. So spielte sie unterschiedliche Turniere im Amateurbereich und vertrat Schottland bei den Women’s Home Internationals, einem Aufeinandertreffen der verschiedenen Landesteile der britischen Inseln. 1980 und 1982 erreichte sie jeweils das Halbfinale der schottischen Amateurmeisterschaften. Im Jahr 1981 gewann sie gemeinsam mit Belle Robertson das Turnier Avia Foursomes mit einem Schlag Vorsprung gegen ihre Finalgegnerinnen.

## Persönliches
Winnie Shaw wurde 1947 in Glasgow als zweites und jüngstes Kind von Winifred Mason und Angus Shaw geboren. Ihre Mutter Winifred Mason war ebenfalls Tennisspielerin und konnte 1930 und 1933 die schottischen Meisterschaften gewinnen. Ihr Vater Angus Shaw war Journalist, er starb 2010 im Alter von 103 Jahren.
Shaw sah sich als Schottin, die für das Vereinigte Königreich bei Turnieren antrat. Als ein Schiedsrichter bei einer Begegnung wiederholte, dass Shaw für England spielte, erwiderte sie höflich aber bestimmt:

“I’m Scottish and I’m representing Great Britain, not England.”

„Ich bin Schottin, ich repräsentiere Großbritannien, nicht England.“

Im Oktober 1972 heiratete sie den englischen Tennisspieler Keith Wooldridge, der ebenfalls bei allen Grand-Slam-Turnieren spielte. Nach ihrer Wimbledon-Teilnahme im Jahr 1978 trat sie vom professionellen Tennissport zurück.
Am 30. März 1992 starb sie im Alter von 45 Jahren aufgrund eines Hirntumors.

## Finalteilnahmen bei Grand-Slam-Turnieren

### Doppel
| Nr. | Datum        | Turnier     | Belag | Partnerin   | Finalgegnerinnen             | Ergebnis |
| --- | ------------ | ----------- | ----- | ----------- | ---------------------------- | -------- |
| 1.  | 4. Juni 1972 | French Open | Sand  | Nell Truman | Billie Jean King Betty Stöve | 1:6, 2:6 |

### Mixed
| Nr. | Datum        | Turnier     | Belag | Partner      | Finalgegner                        | Ergebnis |
| --- | ------------ | ----------- | ----- | ------------ | ---------------------------------- | -------- |
| 1.  | 6. Juni 1971 | French Open | Sand  | Toomas Leius | Françoise Dürr Jean-Claude Barclay | 2:6, 4:6 |